# Peter Berresford Ellis
Peter Berresford Ellis (Coventry, 10 de marzo de 1943) es un historiador, escritor de biografías literarias y novelista británico que publicó más de 100 libros bajo su propio nombre y bajo los pseudónimos de Peter Tremayne y Peter MacAlan. Experto en la historia y en la cultura celta, es más conocido en Cornualles como el autor de The Cornish Language and its Literature (La Lengua de Cornualles y su Literatura), de 1974, obra que aun es considerada como la historia definitiva de esa lengua y que fue designada como texto obligatorio para los exámenes del Cornish Language Board.

## Trayectoria
Nació en Coventry, Inglaterra. Su padre era un periodista originario de Cork, que inició su carrera en el Cork Examiner. La familia Ellis puede ser rastreada en el área desde 1288. Su madre procedía de una antigua familia de Sussex, de origen sajón, que remonta su linaje a 14 generaciones en la misma zona. Su madre era de ascendencia bretona. Formado en el Brighton College of Art y en la Universidad de Londres, Ellis se graduó en Estudios Celtas en la North East London Polytechnic (ahora parte de la Universidad del Este de Londres) en 1989. También obtuvo un máster en Estudios Celtas por la Universidad del Este de Londres (1993). 
Comenzó su carrera como reportero júnior en un semanario de la costa sur inglesa, pasó a ser subdirector de un semanario irlandés y luego fue director de un semanario del sector editorial en Londres. En 1964 viajó por primera vez a Irlanda del Norte como redactor para un diario londinense. Su primer libro se publicó en 1968: Wales: a Nation Again, sobre la lucha galesa por la independencia política, con un prólogo de Gwynfor Evans, primer diputado del Plaid Cymru.
En 1975, se convirtió en escritor a tiempo completo. Aprovechó su formación académica para producir muchos títulos en el campo de los estudios celtas y ha escrito artículos académicos y trabajos en este campo para revistas que van desde The Linguist (Londres) hasta The Irish Sword: Journal of the Irish Military History Society (University College Dublin). En 1999, The Times Higher Education Supplement lo describió como una de las principales autoridades sobre los celtas que se escribían entonces.
Ha sido presidente internacional de la Liga céltica (1988-90); presidente de Scrif-Celt (Feria del Libro en Lenguas Célticas (1985-86); presidente y vicepresidente de la Asociación Londinense para la Educación Celta (1989-95), de la que es miembro honorario vitalicio. También fue presidente del Partido Laborista de su barrio en Londres y asesor editorial de la revista Labour and Ireland a principios de la década de 1990. Es miembro honorario vitalicio de la Connolly Association (fundada en 1938) para examinar y promover la vida y las enseñanzas del líder obrero socialista irlandés James Connolly. Presentó y editó James Connolly: Selected Writing (Penguin, 1973) y escribió una columna regular para el periódico de la Asociación, Irish Democrat, de 1987 a 2007. Es miembro del sindicato Society of Authors (SoA).
En el terreno político, Ellis apoya la independencia de Chechenia, la independencia del Tíbet, una Irlanda Unida y la independencia de Escocia. Además, cree que la idea de obras históricas imparciales es un mito, y en cambio cree que los historiadores deben declarar su parcialidad al principio de una obra: "Escribo como alguien que apoya plenamente la independencia cultural, política y económica de los celtas. Tampoco disimulo que soy socialista".

## Ficción popular
Aparte de sus intereses en los estudios celtas, Ellis ha escrito biografías completas de los escritores H. Rider Haggard, W. E. Johns, Talbot Mundy y E. C. Vivian, así como ensayos críticos sobre otros autores de ficción popular. Su producción en el campo de la ficción, escribiendo en el género de la fantasía de terror y la fantasía heroica, comenzó en 1977 cuando apareció el primer libro de "Peter Tremayne". Entre 1983 y 1993, escribió también ocho novelas de aventuras bajo el nombre de "Peter MacAlan".
Hasta junio de 2015, había publicado 106 libros, 100 cuentos, varios folletos y numerosos trabajos académicos y artículos periodísticos firmados. Bajo su propio nombre escribió dos columnas de larga duración: "Anonn is Anall" ("Aquí y allá") de 1987 a 2008 para el Irish Democrat, y, "Anois agus Arís" ("Ahora y otra vez") de 2000 a 2008 para The Irish Post. Sus libros incluyen 35 títulos con su propio nombre, 55 títulos con su nombre de pluma de Peter Tremayne y ocho con el de Peter MacAlan. Ha dado conferencias en universidades de varios países, como el Reino Unido, Irlanda, América, Canadá, Francia e Italia. También ha actuado en televisión y radio desde 1968.
La popularidad de sus misterios de la Hermana Fidelma llevó, en enero de 2001, a la formación de una Sociedad Internacional de la Hermana Fidelma en Little Rock, en Arkansas, con un sitio web y una revista impresa llamada The Brehon que se publica tres veces al año. Un libro, The Sister Fidelma Mysteries: Essays on the Historical Novels of Peter Tremayne, fue publicado por MacFarland en 2012. La novela de Ellis, The Devil's Seal, fue publicada por St. Martin's Press en 2015.

## Reconocimientos
En 2002, Ellis fue nombrado miembro honorario vitalicio de la Sociedad Literaria Irlandesa, fundada por el Premio Nobel de Literatura, William Butler Yeats, en 1891. La ceremonia tuvo lugar durante la cena anual con la presencia del entonces Presidente de la Sociedad, el Premio Nobel de Literatura Seamus Heaney.
En 2004 Peter Berresford Ellis fue homenajeado con una bienvenida cívica y una recepción en las Salas del Consejo de Cashel (Condado de Tipperary, Irlanda), por el alcalde Tom Wood, y con la aprobación unánime del Consejo de la Ciudad de Cashel. Este homenaje fue en tributo al aporte de Ellis a la ciudad y sus alrededores, hogar y escenario de las historias de la Hermana Fidelma. 
En 2006, la Universidad del Este de Londres le concedió el título de doctor honoris causa en reconocimiento a su labor.